# Struktura porfirowa
Struktura porfirowa – struktura skały charakteryzująca się występowaniem dwóch wyraźnie wyróżnialnych względem siebie wiekowych i wielkościowych generacji składników mineralnych: część minerałów wydzieliła się wcześniej w postaci wyraźnych prakryształów (stygnąc wolno w głębi Ziemi), druga ich część wydzieliła się w fazie szybkiego stygnięcia magmy, wskutek zmiany warunków krystalizacji (przemieszczenia magmy w chłodniejszy rejon lub nawet wylania się lawy na powierzchnię) – tworząc tzw. ciasto skalne o niewykształconych kryształach lub kryształach tak drobnych, że niewidocznych gołym okiem.
Od struktury porfirowatej różni się tym, że ma dwie wyraźnie różniące się od siebie wielkościowo klasy kryształów i nie ma kryształów o przejściowych wielkościach. Ponadto jest charakterystyczna dla skał wulkanicznych, podczas gdy struktura porfirowata dla głębinowych.